# Aukusti Sihvola
Aukusti Sihvola (7 marzo 1895 – Luumäki, 18 giugno 1947) è stato un lottatore finlandese, specializzato nella lotta libera.

## Palmarès

### Olimpiadi
- 1 medaglia:
  - 1 argento (Amsterdam 1928 nella lotta libera, pesi massimi)